# Cindy Rip
Cindy Rip es una deportista neerlandesa que compitió en remo. Ganó una medalla de bronce en el Campeonato Mundial de Remo de 1993, en la prueba de doble scull ligero.

## Palmarés internacional
| Campeonato Mundial | Campeonato Mundial       | Campeonato Mundial | Campeonato Mundial |
| Año                | Lugar                    | Medalla            | Prueba             |
| ------------------ | ------------------------ | ------------------ | ------------------ |
| 1993               | Račice (República Checa) | Medalla de bronce  | Doble scull ligero |